# Glottolog
Glottolog（グロットログ）は言語についての書誌学データベースで、ドイツのライプツィヒにあるマックス・プランク進化人類学研究所が管理している。世界の言語と語族の便覧『Languoid catalogue』と参考文献の『Langdoc』の二部によって構成され、Web上の各言語の項目には語族や語群に基づく分岐図やその言語が使用されている地域の地図、外部リンクの一覧が表示される。2013年にクリエイティブ・コモンズ・ライセンスの下、2.2版(Edition 2.2)が発行され、2015年には2.4版(Edition 2.4)が発行された。2020年に4.2版が発行されている。

## 分類
言語を語族ごとに分類する際、言語のデータベースの中では比較的慎重に分類している。また、分類不能の言語に対しては孤立した言語という評価をしている。2.4版には音声言語に関して、孤立した言語を含む425の語族を、手話に関して、孤立した言語を含む75の語族を掲載している。また、クレオール言語は、その言語の基本的な語彙がどの言語ないし語族に由来するかによって分類している。その他、Glottologは1つのピジン手話を含む79のピジン言語、24の混合言語、8つの人工言語、3つの補助的な表現システムを含む9の口語レジスター、2つの手話を含む118の分類不能な言語、61の存在が不確実な言語を認識している。また、ISOの登録から外れるなどして存続が疑わしい3つの手話を含む270の言語についても記述されている。Glottologにリストされている語族にはその語族の言語が使用されている地域があてがわれているが、パプネシア（Papunesia、パプアニューギニアとオーストロネシアの混合語で東南アジアやオセアニアとは区別して使う）のように一般的に使われない地域名もある。